# Breda Ba.65
El Breda Ba.65 fou un avió italià produït per l'empresa Breda durant els anys trenta amb l'objectiu de complir el rol d'atac a terra sent l'únic avió d'aquest tipus en servei de la Regia Aeronautica durant la Guerra Civil espanyola (exclusivament operat per l'Aviazione Legionaria) i la Segona Guerra Mundial (especialment al teatre africà). Es produïren al voltant de 219 unitats de les quals 55 foren exportades a Iraq, Paraguai, Portugal i Xile.

## Disseny i desenvolupament
Evolució del Ba.64, el Ba.65 era fruit de la cooperació dels enginyers Antonio Parano i Giuseppe Panzeri. Monoplaça d'ala baixa i amb característiques prou modernes com ara tren d'aterratge retràctil i construcció completament metàl·lica, fou projectat per dur a terme atacs contra unitats terrestres però amb capacitat limitada de reconeixement i defensa aèria (aeroplano di combattimento en italià). El primer prototip volà en setembre de 1935 i inicialment emprà un motor Gnôme-Rhône de 700 CV llicenciat per Isotta Fraschini sent reemplaçat pel Fiat A.80 de 1000 CV després la 82a unitat. Deixà de produir-se durant juliol de 1939.

## Història operacional

Emblema de la 65a Squadriglia.

### Espanya
Les primeres unitats (amb motor Gnôme-Rhône) s'integraren a la 65a Squadriglia de l'Aviazione Legionaria participant en la Guerra Civil espanyola. Concretament, l'aparell tingué un rol important assegurant les victòries nacionals de Santander durant l'agost de 1937 i les posteriors batalles de Terol i l'Ebre. Juntament amb el Junkers Ju-87 l'avió demostrà la utilitat dels bombarders en picat a l'hora de causar danys devastadors amb una precisió mai abans aconseguida per medis aeris. Sorprenentment, un pilot italià va abatre un bombarder Tupolev SB-2 sobre Sòria anotant l'única victòria aèria d'aquest aparell durant la resta del conflicte. En total, 23 aparells serviren en Espanya amb 1.921 eixides acumulades durant les quals 12 aparells foren abatuts sent la resta cedits a l'aviació nacional amb la retirada de les forces expedicionàries italianes.

### Iraq
25 unitats foren adquirides pel Regne d'Iraq l'any 1938. Inicialment foren destinades a entrenar i equipar l'emergent Força Aèria Iraquiana, però, amb el cop d'estat de maig de 1941 s'enfrontaren a les forces britàniques durant la Guerra Anglo-Iraquiana. Els avions tenien com a objectiu destruir les bases britàniques establides durant 1930 amb la ratificació de la Independència d'Iraq.

### Nord-àfrica
Durant la Segona Guerra Mundial al voltant de 150 unitats foren emprades per l'Aeronautica Militare Italiana contra el Regne Unit al teatre africà. Les operacions militars italianes començaren en juny de 1940 amb una gran quantitat d'avions abatuts per la caça britànica durant el primer any. Aquestes baixes poden explicar-se per l'obsolescència del disseny durant el conflicte, que romangué en servei actiu a causa dels fracassos d'aparells com ara el Ba.88 o el Caproni Ca.310 que havien de reemplaçar-lo. No obstant això el gran nombre d'unitats perdudes provocaren l'aparició de Savoia-Marchetti S.79 modificats a la fi de complir el mateix rol.

### Xile
La Força Aèria Xilena comprà 20 aparells (17 monoplaces Ba.65 K.14 i 3 biplaces Ba.65 bis entrenadors) l'any 1938.

### Portugal
Durant novembre de 1939 Portugal adquirí 10 unitats amb motor Fiat i torretes Breda L.

## Variants

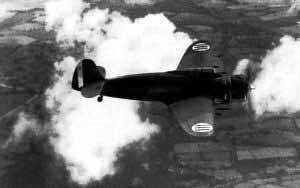
Ba.65 italià enlairat.

### Ba.65 K.14
Versió de producció amb un motor Gnôme-Rhône de 515 kW (700 CV). 82 primeres unitats.

### Ba.65 A.80
Versió amb motor Fiat A.80 de 735 kW (1000 CV).

### Ba.65 bis
Versió biplaça d'entrenament amb major rang operatiu.

### Ba.65 bisL
Versió amb torreta defensiva ventral.

### Ba.65 М
Conversió a bombarder en picat.

## Característiques tècniques (Ba.65 A.80)

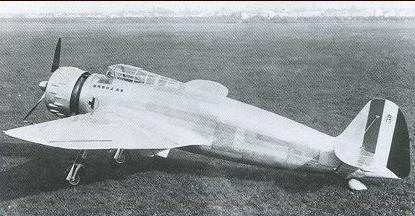
Ba.65 aterrat.

### Generals
- Tripulació: 1.
- Longitud: 9,30 m.
- Envergadura: 12,10 m.
- Altura: 3,20 m.
- Superfície alar: 23,5 m².
- Pes buit: 2.400 kg.
- Pes màxim: 2.950 kg.
- Planta motriu: 1 motor radial Fiat A.80 RC.41 de 746 kW (1000 CV).

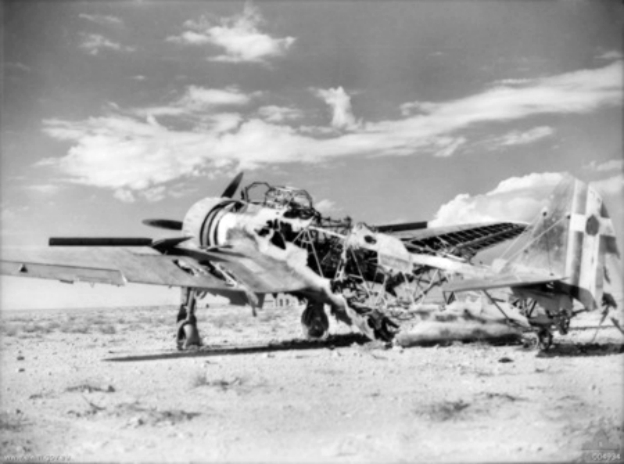
Ba.65 abatut l'any 1940.

### Rendiment
- Velocitat màxima: 430 km/h.
- Rang: 550 km.
- Sostre: 6.300 m.

### Armament
- Armes: 2 metralladores Breda-SAFAT de 12,7 mm i 2 metralladores Breda-SAFAT de 7,7 mm.[7]
- Bombes: 500 kg de càrrega explosiva.